# 藤原叙用
藤原 叙用（旧字体：藤󠄁原 敍用、ふじわら の のぶもち）は、平安時代中期の貴族。名は信用とも。藤原北家魚名流、鎮守府将軍・藤原利仁の次男。官位は従五位上・斎宮頭。斎藤氏の祖。

## 経歴
10世紀の中頃、斎宮頭に任ぜられる。官職名と姓に因んで斎藤を号した。子孫は斎藤氏となる。その他、蔵人を務め、位階は従五位上に昇った。なお、叙用は鎮守府将軍を務めず、兄弟の有頼・有象が任ぜられている。

## 系譜
- 父：藤原利仁
- 母：輔世王の娘
- 生母不明の子女
  - 男子：藤原吉信（?-?） - 子孫に斎藤氏など。
  - 男子：藤原重光（?-?）
  - 男子：藤原尹随（?-?）
  - 男子：藤原英随（?-?）

利仁の祖父は次侍従・高房。子孫は斎藤氏、堀氏、加藤氏、後藤氏、富樫氏、坪内氏などに分かれる。